# Сумитра (царь)
Царь Сумитра был последним правителем Солнечной династии, который потерпел поражение от могущественного императора Магадхи Махападмы Нанды в 362 г. до н.э. Однако он не был убит и сбежал в Рохтас, расположенный в современном Бихаре.